# Carlos Linares
Pour les articles homonymes, voir Linares.
Linares  Zambrano est un nom espagnol. Le premier nom de famille, en général paternel, est Linares ; le second, en général maternel, souvent omis, est Zambrano.
Carlos Daniel Linares Zambrano (né le 5 septembre 1991 à Barquisimeto) est un coureur cycliste vénézuélien, évoluant sur route et sur piste.

## Palmarès sur route

### Par année
- 2008
  -  Champion du Venezuela du contre-la-montre juniors
- 2009
  - 2e du championnat du Venezuela du contre-la-montre juniors
- 2010
  - 1re étape du Tour du Táchira (contre-la-montre par équipes)
  - 1rea étape du Tour du Zulia
- 2011
  -  Champion du Venezuela du contre-la-montre espoirs
- 2012
  -  Champion du Venezuela du contre-la-montre espoirs
- 2018
  - 8e étape du Tour du Venezuela
  -  Médaillé de bronze de la course en ligne aux Jeux d'Amérique centrale et des Caraïbes

### Classements mondiaux
| Année            | 2011 | 2012 |
| ---------------- | ---- | ---- |
| UCI America Tour | 63e  | 391e |

## Palmarès sur piste

### Jeux olympiques
- Londres 2012
  - 17e de l'omnium

### Championnats du monde
- Melbourne 2012
  - 15e de l'omnium

### Championnats du monde juniors
- Le Cap 2008
  -  Médaillé d'argent de la course aux points

### Championnats panaméricains
- Medellín 2011
  -  Médaillé de bronze de l'omnium.
- Mar del plata 2012
  -  Médaillé de bronze de l'omnium.
  -  Médaillé de bronze de la poursuite individuelle.
- Aguascalientes 2018
  - Cinquième de la poursuite par équipes[3].
  - Onzième de la poursuite individuelle[4].

### Jeux sud-américains
- Cochabamba 2018
  -  Médaillé de bronze de la poursuite par équipes

### Jeux d'Amérique centrale et des Caraïbes
- Mayagüez 2010
  -  Médaillé de bronze de l'omnium
- Barranquilla 2018
  -  Médaillé d'argent de la poursuite par équipes

### Championnats nationaux
- 2011
  -  Champion du Venezuela de scratch
  -  Champion du Venezuela de l'omnium
- 2013
  -  Champion du Venezuela de l'omnium
- 2025
  - 2e du championnat du Venezuela de l'élimination[5]
  - 3e du championnat du Venezuela du scratch[5]